# Campeonato Francês de Patinação Artística no Gelo
O Campeonato Francês de Patinação Artística no Gelo (em francês:  Championnat de France Elite) é uma competição nacional anual de patinação artística no gelo do França. Os patinadores competem em quatro eventos, individual masculino, individual feminino, duplas e dança no gelo, e nos níveis sênior, júnior e noviço. 
A competição determina os campeões nacionais e os representantes da França em competições internacionais como Campeonato Mundial, Campeonato Mundial Júnior, Campeonato Europeu e os Jogos Olímpicos de Inverno.

## Edições
| Ano          | Edição               | Cidade sede          | Sênior               | Sênior               | Sênior               | Sênior               |
| Ano          | Edição               | Cidade sede          | M                    | F                    | P                    | D                    |
| ------------ | -------------------- | -------------------- | -------------------- | -------------------- | -------------------- | -------------------- |
| 1907         | 1.ª                  | Chamonix             | •                    | –                    | –                    | –                    |
| 1908         | 2.ª                  | Chamonix             | •                    | •                    | –                    | –                    |
| 1909         | 3.ª                  | Paris                | •                    | •                    | –                    | –                    |
| 1910         | 4.ª                  | Paris                | •                    | •                    | •                    | –                    |
| 1911         | 5.ª                  | Paris                | •                    | •                    | •                    | –                    |
| 1912         | 6.ª                  | Paris                | •                    | •                    | •                    | –                    |
| 1913         | 7.ª                  | Paris                | •                    | •                    | •                    | –                    |
| 1914– 1918   | Não houve competição | Não houve competição | Não houve competição | Não houve competição | Não houve competição | Não houve competição |
| 1919         | 8.ª                  | Paris                | •                    | •                    | –                    | –                    |
| 1920         | 9.ª                  | Font-Romeu           | •                    | •                    | •                    | –                    |
| 1921         | 10.ª                 | Paris                | •                    | •                    | •                    | –                    |
| 1922         | 11.ª                 | Paris                | •                    | •                    | •                    | –                    |
| 1923         | 12.ª                 | Paris                | •                    | •                    | •                    | –                    |
| 1924         | 13.ª                 | Paris                | •                    | •                    | •                    | –                    |
| 1925         | 14.ª                 | Paris                | –                    | •                    | •                    | –                    |
| 1926         | 15.ª                 | Paris                | •                    | •                    | •                    | –                    |
| 1927         | 16.ª                 | Paris                | •                    | •                    | •                    | –                    |
| 1928         | 17.ª                 | Chamonix             | •                    | •                    | •                    | –                    |
| 1929         | 18.ª                 | Mont Revard          | •                    | •                    | •                    | –                    |
| 1930         | 19.ª                 | Font-Romeu           | •                    | •                    | •                    | –                    |
| 1931         | 20.ª                 | Paris                | •                    | •                    | •                    | –                    |
| 1932         | 21.ª                 | Paris                | •                    | •                    | •                    | –                    |
| 1933         | 22.ª                 | Chamonix             | •                    | •                    | •                    | –                    |
| 1934         | 23.ª                 | Paris                | •                    | •                    | •                    | –                    |
| 1935         | 24.ª                 | Paris                | •                    | •                    | •                    | –                    |
| 1936         | 25.ª                 | Paris                | •                    | •                    | •                    | –                    |
| 1937         | 26.ª                 | Paris                | •                    | •                    | •                    | –                    |
| 1938         | 27.ª                 | Paris                | •                    | •                    | •                    | –                    |
| 1939– 1940   | Não houve competição | Não houve competição | Não houve competição | Não houve competição | Não houve competição | Não houve competição |
| 1941         | 28.ª                 | Paris                | •                    | •                    | •                    | –                    |
| 1942– 1944   | Não houve competição | Não houve competição | Não houve competição | Não houve competição | Não houve competição | Não houve competição |
| 1945         | 29.ª                 | Paris                | •                    | •                    | •                    | –                    |
| 1946         | 30.ª                 | Paris                | •                    | •                    | •                    | –                    |
| 1947         | 31.ª                 | Paris                | •                    | •                    | •                    | •                    |
| 1948         | 32.ª                 | Paris                | •                    | •                    | •                    | –                    |
| 1949         | 33.ª                 | Paris                | •                    | •                    | •                    | –                    |
| 1950         | 34.ª                 | Paris                | •                    | •                    | •                    | –                    |
| 1951         | 35.ª                 | Paris                | •                    | •                    | –                    | –                    |
| 1952         | 36.ª                 | Paris                | •                    | •                    | •                    | •                    |
| 1953         | 37.ª                 | Paris                | •                    | •                    | •                    | •                    |
| 1954         | 38.ª                 | Lyon                 | •                    | •                    | –                    | •                    |
| 1955         | 39.ª                 | Boulogne-Billancourt | •                    | •                    | •                    | •                    |
| 1956         | 40.ª                 | Boulogne-Billancourt | •                    | •                    | •                    | •                    |
| 1957         | 41.ª                 | Boulogne-Billancourt | •                    | •                    | •                    | •                    |
| 1958         | 42.ª                 | Boulogne-Billancourt | •                    | •                    | •                    | •                    |
| 1959         | 43.ª                 | Boulogne-Billancourt | •                    | •                    | •                    | •                    |
| 1960         | 44.ª                 | Boulogne-Billancourt | •                    | •                    | •                    | •                    |
| 1961         | 45.ª                 | Boulogne-Billancourt | •                    | •                    | •                    | •                    |
| 1962         | 46.ª                 | Boulogne-Billancourt | •                    | •                    | –                    | •                    |
| 1963         | 47.ª                 | Boulogne-Billancourt | •                    | •                    | •                    | •                    |
| 1964         | 48.ª                 | Boulogne-Billancourt | •                    | •                    | •                    | •                    |
| 1965         | 49.ª                 | Boulogne-Billancourt | •                    | •                    | •                    | •                    |
| 1966         | 50.ª                 | Boulogne-Billancourt | •                    | •                    | •                    | •                    |
| 1967         | 51.ª                 | Lyon                 | •                    | •                    | •                    | •                    |
| 1968         | 52.ª                 | Boulogne-Billancourt | •                    | •                    | •                    | •                    |
| 1969         | 53.ª                 | Boulogne-Billancourt | •                    | •                    | •                    | •                    |
| 1970         | 54.ª                 | Megève               | •                    | •                    | •                    | •                    |
| 1971         | 55.ª                 | Chamonix             | •                    | •                    | •                    | •                    |
| 1972         | 56.ª                 | Estrasburgo          | •                    | •                    | •                    | •                    |
| 1973         | 57.ª                 | Boulogne-Billancourt | •                    | •                    | •                    | •                    |
| 1974         | 58.ª                 | Reims                | •                    | •                    | •                    | •                    |
| 1975         | 59.ª                 | Asnières             | •                    | •                    | •                    | •                    |
| 1976         | 60.ª                 | Amiens               | •                    | •                    | •                    | •                    |
| 1977         | 61.ª                 | Belfort              | •                    | •                    | •                    | •                    |
| 1978         | 62.ª                 | Tours                | •                    | •                    | •                    | •                    |
| 1979         | 63.ª                 | Reims                | •                    | •                    | •                    | •                    |
| 1980         | 64.ª                 | Anglet               | •                    | •                    | •                    | •                    |
| 1981         | 65.ª                 | Asnières             | •                    | •                    | •                    | •                    |
| 1982         | 66.ª                 | Bordeaux             | •                    | •                    | •                    | •                    |
| 1983         | 67.ª                 | Megève               | •                    | •                    | •                    | •                    |
| 1984         | 68.ª                 | Belfort              | •                    | •                    | •                    | •                    |
| 1985         | 69.ª                 | Franconville         | •                    | •                    | •                    | •                    |
| 1986         | 70.ª                 | Épinal               | •                    | •                    | •                    | •                    |
| 1987         | 71.ª                 | Grenoble             | •                    | •                    | •                    | •                    |
| 1988         | 72.ª                 | Caen                 | •                    | •                    | •                    | •                    |
| 1989         | 73.ª                 | Annecy               | •                    | •                    | –                    | •                    |
| 1990         | 74.ª                 | Reims                | •                    | •                    | –                    | •                    |
| 1991         | 75.ª                 | Colombes             | •                    | •                    | •                    | •                    |
| 1992         | 76.ª                 | Grenoble             | •                    | •                    | •                    | •                    |
| 1993         | 77.ª                 | Grenoble             | •                    | •                    | •                    | •                    |
| 1994         | 78.ª                 | Bordeaux             | •                    | •                    | •                    | •                    |
| 1995         | 79.ª                 | Albertville          | •                    | •                    | •                    | •                    |
| 1996         | 80.ª                 | Amiens               | •                    | •                    | •                    | •                    |
| 1997         | 81.ª                 | Briançon             | •                    | •                    | •                    | •                    |
| 1998         | 82.ª                 | Lyon                 | •                    | •                    | •                    | •                    |
| 1999         | 83.ª                 | Courchevel           | •                    | •                    | •                    | •                    |
| 2000         | 84.ª                 | Briançon             | •                    | •                    | •                    | •                    |
| 2001         | 85.ª                 | Grenoble             | •                    | •                    | •                    | •                    |
| 2002         | 86.ª                 | Asnières-sur-Seine   | •                    | •                    | •                    | •                    |
| 2003         | 87.ª                 | Briançon             | •                    | •                    | •                    | •                    |
| 2004         | 88.ª                 | Rennes               | •                    | •                    | •                    | •                    |
| 2005         | 89.ª                 | Besançon             | •                    | •                    | •                    | •                    |
| 2006         | 90.ª                 | Orléans              | •                    | •                    | •                    | •                    |
| 2007         | 91.ª                 | Megève               | •                    | •                    | •                    | •                    |
| 2008         | 92.ª                 | Colmar               | •                    | •                    | •                    | •                    |
| 2009         | 93.ª                 | Marselha             | •                    | •                    | •                    | •                    |
| 2010         | 94.ª                 | Tours                | •                    | •                    | •                    | •                    |
| 2011         | 95.ª                 | Dammarie-les-Lys     | •                    | •                    | •                    | •                    |
| 2012         | 96.ª                 | Estrasburgo          | •                    | •                    | •                    | •                    |
| 2013         | 97.ª                 | Vaujany              | •                    | •                    | •                    | •                    |
| 2014         | 98.ª                 | Megève               | •                    | •                    | •                    | •                    |
| 2015         | 99.ª                 | Épinal               | •                    | •                    | •                    | •                    |
| 2016         | 100.ª                | Caen                 | •                    | •                    | •                    | •                    |
| 2017         | 101.ª                | Nantes               | •                    | •                    | •                    | •                    |
| Referências: |                      |                      |                      |                      |                      |                      |

## Lista de medalhistas

### Individual masculino
| Evento                               | Ouro                                      | Prata                                     | Bronze                                    |
| Chamonix 1907 (detalhes)             | Louis Magnus                              |                                           |                                           |
| Chamonix 1908 (detalhes)             | Louis Magnus                              |                                           |                                           |
| Paris 1909 (detalhes)                | Louis Magnus                              |                                           |                                           |
| Paris 1910 (detalhes)                | Louis Magnus                              |                                           |                                           |
| Paris 1911 (detalhes)                | L. Trugard                                |                                           |                                           |
| Paris 1912 (detalhes)                | Francis Pigueron                          |                                           |                                           |
| Paris 1913 (detalhes)                | José Carvajal                             |                                           |                                           |
| 1914–1918                            | Não houve competição                      | Não houve competição                      | Não houve competição                      |
| Paris 1919 (detalhes)                | Francis Pigueron                          |                                           |                                           |
| Font-Romeu 1920 (detalhes)           | Francis Pigueron                          |                                           |                                           |
| Paris 1921 (detalhes)                | Francis Pigueron                          |                                           |                                           |
| Paris 1922 (detalhes)                | Francis Pigueron                          |                                           |                                           |
| Paris 1923 (detalhes)                | Pierre Brunet                             |                                           |                                           |
| Paris 1924 (detalhes)                | Pierre Brunet                             |                                           |                                           |
| 1925                                 | Não houve disputa do individual masculino | Não houve disputa do individual masculino | Não houve disputa do individual masculino |
| Paris 1926 (detalhes)                | Pierre Brunet                             |                                           |                                           |
| Paris 1927 (detalhes)                | Pierre Brunet                             |                                           |                                           |
| Chamonix 1928 (detalhes)             | Pierre Brunet                             |                                           |                                           |
| Mont Revard 1929 (detalhes)          | Pierre Brunet                             |                                           |                                           |
| Font-Romeu 1930 (detalhes)           | Pierre Brunet                             |                                           |                                           |
| Paris 1931 (detalhes)                | Jean Henrion                              | Georges Torchon                           |                                           |
| Paris 1932 (detalhes)                | Jean Henrion                              |                                           |                                           |
| Chamonix 1933 (detalhes)             | Jean Henrion                              |                                           |                                           |
| Paris 1934 (detalhes)                | Jean Henrion                              |                                           |                                           |
| Paris 1935 (detalhes)                | Jean Henrion                              | Jacques Favart                            |                                           |
| Paris 1936 (detalhes)                | Jean Henrion                              | Jacques Favart                            |                                           |
| Paris 1937 (detalhes)                | Jean Henrion                              | Jacques Favart                            |                                           |
| Paris 1938 (detalhes)                | Jean Henrion                              | Jacques Favart                            |                                           |
| 1939–1940                            | Não houve competição                      | Não houve competição                      | Não houve competição                      |
| Paris 1941 (detalhes)                | Jacques Favart                            |                                           |                                           |
| 1942–1944                            | Não houve competição                      | Não houve competição                      | Não houve competição                      |
| Paris 1945 (detalhes)                | Paul Gaudin                               | Guy Pigier                                |                                           |
| Paris 1946 (detalhes)                | Guy Pigier                                |                                           |                                           |
| Paris 1947 (detalhes)                | Guy Pigier                                |                                           |                                           |
| Paris 1948 (detalhes)                | Tony Font                                 |                                           |                                           |
| Paris 1949 (detalhes)                | Tony Font                                 |                                           |                                           |
| Paris 1950 (detalhes)                | Alain Giletti                             |                                           |                                           |
| Paris 1951 (detalhes)                | Alain Giletti                             |                                           |                                           |
| Paris 1952 (detalhes)                | Alain Giletti                             |                                           |                                           |
| Paris 1953 (detalhes)                | Alain Giletti                             | Alain Calmat                              |                                           |
| Lyon 1954 (detalhes)                 | Alain Giletti                             | Alain Calmat                              |                                           |
| Boulogne-Billancourt 1955 (detalhes) | Alain Giletti                             | Alain Calmat                              |                                           |
| Boulogne-Billancourt 1956 (detalhes) | Alain Giletti                             | Alain Calmat                              |                                           |
| Boulogne-Billancourt 1957 (detalhes) | Alain Calmat                              | Alain Giletti                             |                                           |
| Boulogne-Billancourt 1958 (detalhes) | Alain Giletti                             | Alain Calmat                              | nenhum outro competidor                   |
| Boulogne-Billancourt 1959 (detalhes) | Alain Giletti                             | Alain Calmat                              |                                           |
| Boulogne-Billancourt 1960 (detalhes) | Alain Giletti                             | Alain Calmat                              | Robert Dureville                          |
| Boulogne-Billancourt 1961 (detalhes) | Alain Calmat                              | Robert Dureville                          | Alain Trouillet                           |
| Boulogne-Billancourt 1962 (detalhes) | Alain Calmat                              | Robert Dureville                          | Philippe Pélissier                        |
| Boulogne-Billancourt 1963 (detalhes) | Alain Calmat                              | Robert Dureville                          | Philippe Pélissier                        |
| Boulogne-Billancourt 1964 (detalhes) | Alain Calmat                              | Robert Dureville                          | Patrick Péra                              |
| Boulogne-Billancourt 1965 (detalhes) | Patrick Péra                              | Robert Dureville                          | Philippe Pélissier                        |
| Boulogne-Billancourt 1966 (detalhes) | Patrick Péra                              | Robert Dureville                          | Philippe Pélissier                        |
| Lyon 1967 (detalhes)                 | Patrick Péra                              | Philippe Pélissier                        | Jacques Mrozek                            |
| Boulogne-Billancourt 1968 (detalhes) | Patrick Péra                              | Philippe Pélissier                        | Jacques Mrozek                            |
| Boulogne-Billancourt 1969 (detalhes) | Patrick Péra                              | Jacques Mrozek                            | Didier Gailhaguet                         |
| Megève 1970 (detalhes)               | Patrick Péra                              | Jacques Mrozek                            | Didier Gailhaguet                         |
| Chamonix 1971 (detalhes)             | Patrick Péra                              | Didier Gailhaguet                         | Willy Bargauan                            |
| Strasbourg 1972 (detalhes)           | Jacques Mrozek                            | Pascal Delorme                            | Christophe Boyadjian                      |
| Boulogne-Billancourt 1973 (detalhes) | Didier Gailhaguet                         | Pascal Delorme                            | Gilles Beyer                              |
| Reims 1974 (detalhes)                | Didier Gailhaguet                         | Gilles Beyer                              | Jean-Christophe Simond                    |
| Asnières 1975 (detalhes)             | Jean-Christophe Simond                    | Gilles Beyer                              | Christophe Boyadjian                      |
| Amiens 1976 (detalhes)               | Jean-Christophe Simond                    | Pierre Lamine                             | Gilles Beyer                              |
| Belfort 1977 (detalhes)              | Gilles Beyer                              | Michel Lotz                               | Christophe Boyadjian                      |
| Tours 1978 (detalhes)                | Jean-Christophe Simond                    | Michel Lotz                               | Patrice Macrez                            |
| Reims 1979 (detalhes)                | Jean-Christophe Simond                    | Patrice Macrez                            | Gilles Beyer                              |
| Anglet 1980 (detalhes)               | Jean-Christophe Simond                    | Patrice Macrez                            | Didier Monge                              |
| Asnières 1981 (detalhes)             | Jean-Christophe Simond                    | Philippe Paulet                           | Didier Monge                              |
| Bordeaux 1982 (detalhes)             | Jean-Christophe Simond                    | Laurent Depouilly                         | Fernand Fédronic                          |
| Megève 1983 (detalhes)               | Jean-Christophe Simond                    | Laurent Depouilly                         | Fernand Fédronic                          |
| Belfort 1984 (detalhes)              | Fernand Fédronic                          | Philippe Roncoli                          | Laurent Depouilly                         |
| Franconville 1985 (detalhes)         | Laurent Depouilly                         | Philippe Roncoli                          | Frédéric Harpagès                         |
| Épinal 1986 (detalhes)               | Philippe Roncoli                          | Frédéric Harpagès                         | Fernand Fédronic                          |
| Grenoble 1987 (detalhes)             | Frédéric Lipka                            | Axel Médéric                              | Fernand Fédronic                          |
| Caen 1988 (detalhes)                 | Axel Médéric                              | Éric Millot                               | Nicolas Pétorin                           |
| Annecy 1989 (detalhes)               | Éric Millot                               | Philippe Candeloro                        | Frédéric Harpagès                         |
| Reims 1990 (detalhes)                | Éric Millot                               | Philippe Candeloro                        | Nicolas Pétorin                           |
| Colombes 1991 (detalhes)             | Éric Millot                               | Nicolas Pétorin                           | Philippe Candeloro                        |
| Grenoble 1992 (detalhes)             | Éric Millot                               | Philippe Candeloro                        | Nicolas Pétorin                           |
| Grenoble 1993 (detalhes)             | Philippe Candeloro                        | Éric Millot                               | Thierry Cerez                             |
| Bordeaux 1994 (detalhes)             | Philippe Candeloro                        | Éric Millot                               | Thierry Cerez                             |
| Albertville 1995 (detalhes)          | Philippe Candeloro                        | Éric Millot                               | Thierry Cerez                             |
| Amiens 1996 (detalhes)               | Philippe Candeloro                        | Thierry Cerez                             | Laurent Tobel                             |
| Briançon 1997 (detalhes)             | Thierry Cerez                             | Laurent Tobel                             | Gabriel Monnier                           |
| Lyon 1998 (detalhes)                 | Laurent Tobel                             | Vincent Restencourt                       | Thierry Cerez                             |
| Courchevel 1999 (detalhes)           | Stanick Jeannette                         | Gabriel Monnier                           | Vincent Restencourt                       |
| Briançon 2000 (detalhes)             | Stanick Jeannette                         | Frédéric Dambier                          | Vincent Restencourt                       |
| Grenoble 2001 (detalhes)             | Gabriel Monnier                           | Frédéric Dambier                          | Brian Joubert                             |
| Asnières-sur-Seine 2002 (detalhes)   | Brian Joubert                             | Stanick Jeannette                         | Frédéric Dambier                          |
| Briançon 2003 (detalhes)             | Brian Joubert                             | Frédéric Dambier                          | Stanick Jeannette                         |
| Rennes 2004 (detalhes)               | Brian Joubert                             | Frédéric Dambier                          | Samuel Contesti                           |
| Besançon 2005 (detalhes)             | Brian Joubert                             | Samuel Contesti                           | Alban Préaubert                           |
| Orléans 2006 (detalhes)              | Brian Joubert                             | Yannick Ponsero                           | Samuel Contesti                           |
| Megève 2007 (detalhes)               | Brian Joubert                             | Yannick Ponsero                           | Alban Préaubert                           |
| Colmar 2008 (detalhes)               | Yannick Ponsero                           | Florent Amodio                            | Alban Préaubert                           |
| Marseille 2009 (detalhes)            | Florent Amodio                            | Yannick Ponsero                           | Alban Préaubert                           |
| Tours 2010 (detalhes)                | Brian Joubert                             | Florent Amodio                            | Alban Préaubert                           |
| Dammarie-les-Lys 2011 (detalhes)     | Brian Joubert                             | Florent Amodio                            | Chafik Besseghier                         |
| Estrasburgo 2012 (detalhes)          | Florent Amodio                            | Chafik Besseghier                         | Romain Ponsart                            |
| Vaujany 2013 (detalhes)              | Florent Amodio                            | Brian Joubert                             | Chafik Besseghier                         |
| Megève 2014 (detalhes)               | Florent Amodio                            | Romain Ponsart                            | Chafik Besseghier                         |
| Épinal 2015 (detalhes)               | Chafik Besseghier                         | Florent Amodio                            | Simon Hocquaux                            |
| Caen 2016 (detalhes)                 | Kevin Aymoz                               | Chafik Besseghier                         | Romain Ponsart                            |
| Nantes 2017 (detalhes)               | Chafik Besseghier                         | Kevin Aymoz                               | Romain Ponsart                            |

### Individual feminino
| Evento                               | Ouro                             | Prata                            | Bronze                   |
| Chamonix 1908 (detalhes)             | Yvonne Lacroix                   |                                  |                          |
| Paris 1909 (detalhes)                | Anita Nahmias                    |                                  |                          |
| Paris 1910 (detalhes)                | Simone Poujade                   |                                  |                          |
| Paris 1911 (detalhes)                | Anita Del Monte-Nahmias          |                                  |                          |
| Paris 1912 (detalhes)                | Simone Poujade                   |                                  |                          |
| Paris 1913 (detalhes)                | Simone Poujade                   |                                  |                          |
| 1914–1918                            | Não houve competição             | Não houve competição             | Não houve competição     |
| Paris 1920 (detalhes)                | Andrée Joly                      |                                  |                          |
| Paris 1921 (detalhes)                | Andrée Joly                      |                                  |                          |
| Paris 1922 (detalhes)                | Andrée Joly                      |                                  |                          |
| Paris 1923 (detalhes)                | Andrée Joly                      |                                  |                          |
| Paris 1924 (detalhes)                | Andrée Joly                      |                                  |                          |
| Paris 1925 (detalhes)                | Andrée Joly                      |                                  |                          |
| Paris 1926 (detalhes)                | Andrée Joly                      |                                  |                          |
| Paris 1927 (detalhes)                | Andrée Joly                      |                                  |                          |
| Chamonix 1928 (detalhes)             | Andrée Joly                      |                                  |                          |
| Mont Revard 1929 (detalhes)          | Andrée Brunet-Joly               |                                  |                          |
| Font-Romeu 1930 (detalhes)           | Gaby Clericetti                  |                                  |                          |
| Paris 1931 (detalhes)                | Gaby Clericetti                  | Jacqueline Vaudecrane            |                          |
| Paris 1932 (detalhes)                | Gaby Clericetti                  |                                  |                          |
| Chamonix 1933 (detalhes)             | Gaby Clericetti                  |                                  |                          |
| Paris 1934 (detalhes)                | Gaby Clericetti                  |                                  |                          |
| Paris 1935 (detalhes)                | Gaby Clericetti                  | Jacqueline Vaudecrane            |                          |
| Paris 1936 (detalhes)                | Jacqueline Bossoutrot-Vaudecrane | Gaby Clericetti                  |                          |
| Paris 1937 (detalhes)                | Jacqueline Bossoutrot-Vaudecrane |                                  |                          |
| Paris 1938 (detalhes)                | Betty Hendricqx                  | Jacqueline Bossoutrot-Vaudecrane |                          |
| 1939–1940                            | Não houve competição             | Não houve competição             | Não houve competição     |
| Paris 1941 (detalhes)                | Denise Fayolle                   |                                  |                          |
| 1942–1944                            | Não houve competição             | Não houve competição             | Não houve competição     |
| Paris 1945 (detalhes)                | Denise Fayolle                   |                                  |                          |
| Paris 1946 (detalhes)                | Jacqueline du Bief               |                                  |                          |
| Paris 1947 (detalhes)                | Jacqueline du Bief               |                                  |                          |
| Paris 1948 (detalhes)                | Jacqueline du Bief               |                                  |                          |
| Paris 1949 (detalhes)                | Jacqueline du Bief               |                                  |                          |
| Paris 1950 (detalhes)                | Jacqueline du Bief               |                                  |                          |
| Paris 1951 (detalhes)                | Jacqueline du Bief               |                                  |                          |
| Paris 1952 (detalhes)                | Liliane Caffin-Madaule           |                                  |                          |
| Paris 1953 (detalhes)                | Maryvonne Huet                   |                                  |                          |
| Lyon 1954 (detalhes)                 | Maryvonne Huet                   | Michèle Allard                   | Gilberte Naboudet        |
| Boulogne-Billancourt 1955 (detalhes) | Michèle Allard                   | Dany Rigoulot                    | Gilberte Naboudet        |
| Boulogne-Billancourt 1956 (detalhes) | Maryvonne Huet                   | Corinne Altmann                  |                          |
| Boulogne-Billancourt 1957 (detalhes) | Dany Rigoulot                    | Nicole Erdos                     | Nicole Hassler           |
| Boulogne-Billancourt 1958 (detalhes) | Dany Rigoulot                    | Nicole Hassler                   | Corinne Altmann          |
| Boulogne-Billancourt 1959 (detalhes) | Nicole Hassler                   | Danièle Giraud                   |                          |
| Boulogne-Billancourt 1960 (detalhes) | Dany Rigoulot                    | Nicole Hassler                   | Danièle Giraud           |
| Boulogne-Billancourt 1961 (detalhes) | Nicole Hassler                   | Danièle Giraud                   | Laurence Berjoan         |
| Boulogne-Billancourt 1962 (detalhes) | Nicole Hassler                   | Micheline Joubert                | Geneviève Burdel         |
| Boulogne-Billancourt 1963 (detalhes) | Nicole Hassler                   | Denise Neanne                    | Geneviève Burdel         |
| Boulogne-Billancourt 1964 (detalhes) | Nicole Hassler                   | Sylvaine Duban                   | Denise Neanne            |
| Boulogne-Billancourt 1965 (detalhes) | Nicole Hassler                   | Micheline Joubert                | Denise Neanne            |
| Boulogne-Billancourt 1966 (detalhes) | Sylvaine Duban                   | Micheline Joubert                | Denise Neanne            |
| Lyon 1967 (detalhes)                 | Sylvaine Duban                   | Micheline Joubert                | Joëlle Cartaux           |
| Boulogne-Billancourt 1968 (detalhes) | Joëlle Cartaux                   | Arielle Contamine                | Christiane Duchatel      |
| Boulogne-Billancourt 1969 (detalhes) | Joëlle Cartaux                   | Arielle Contamine                | Elisabeth Louesdon       |
| Megève 1970 (detalhes)               | Joëlle Cartaux                   | Marie-Claude Bierre              | Marie-Hèlène Panet       |
| Chamonix 1971 (detalhes)             | Marie-Claude Bierre              | Joëlle Cartaux                   | Marie-Hèlène Panet       |
| Estrasburgo 1972 (detalhes)          | Marie-Claude Bierre              | Christine Strohl                 | Dominique Faure          |
| Boulogne-Billancourt 1973 (detalhes) | Marie-Claude Bierre              | Marie-Hélène Panet               | Sabine Fuchs             |
| Reims 1974 (detalhes)                | Marie-Claude Bierre              | Sabine Fuchs                     | Marie-Reine Le Gougne    |
| Asnières 1975 (detalhes)             | Marie-Claude Bierre              | Anne-Sophie de Kristoffy         | Sylvie Doulat            |
| Amiens 1976 (detalhes)               | Marie-Claude Bierre              | Anne-Sophie de Kristoffy         | Marie-Reine Le Gougne    |
| Belfort 1977 (detalhes)              | Anne-Sophie de Kristoffy         | Isabelle Deneux                  | Sophie Bojé              |
| Tours 1978 (detalhes)                | Anne-Sophie de Kristoffy         | Cécile Antonelli                 | Véronique Lamarque       |
| Reims 1979 (detalhes)                | Anne-Sophie de Kristoffy         | Cécile Antonelli                 | Béatrice Farinacci       |
| Anglet 1980 (detalhes)               | Cécile Antonelli                 | Béatrice Farinacci               | Anne-Sophie de Kristoffy |
| Asnières 1981 (detalhes)             | Béatrice Farinacci               | Anne-Sophie de Kristoffy         | Sophie Cuissot           |
| Bordeaux 1982 (detalhes)             | Agnès Gosselin                   | Béatrice Farinacci               | Sophie Cuissot           |
| Megève 1983 (detalhes)               | Agnès Gosselin                   | Nathalie Duquesne                | Sophie Cuissot           |
| Belfort 1984 (detalhes)              | Agnès Gosselin                   | Florence Copp                    | Nathalie Duquesne        |
| Franconville 1985 (detalhes)         | Agnès Gosselin                   | Florence Copp                    | Nathalie Duquesne        |
| Épinal 1986 (detalhes)               | Agnès Gosselin                   | Florence Albert                  | Florence Copp            |
| Grenoble 1987 (detalhes)             | Agnès Gosselin                   | Claude Péri                      | Sandrine Bache           |
| Caen 1988 (detalhes)                 | Surya Bonaly                     | Claude Péri                      | Sandra Garde             |
| Annecy 1989 (detalhes)               | Surya Bonaly                     | Laetitia Hubert                  | Sandra Garde             |
| Reims 1990 (detalhes)                | Surya Bonaly                     | Laetitia Hubert                  | Cécile Tribolet          |
| Colombes 1991 (detalhes)             | Surya Bonaly                     | Laetitia Hubert                  | Marie-Pierre Leray       |
| Grenoble 1992 (detalhes)             | Surya Bonaly                     | Marie-Pierre Leray               | Laetitia Hubert          |
| Grenoble 1993 (detalhes)             | Surya Bonaly                     | Marie-Pierre Leray               | Laetitia Hubert          |
| Bordeaux 1994 (detalhes)             | Surya Bonaly                     | Marie-Pierre Leray               | Laetitia Hubert          |
| Albertville 1995 (detalhes)          | Surya Bonaly                     | Véronique Fleury                 | Malika Tahir             |
| Amiens 1996 (detalhes)               | Surya Bonaly                     | Vanessa Gusmeroli                | Gwenaëlle Julien         |
| Besançon 1997 (detalhes)             | Laetitia Hubert                  | Surya Bonaly                     | Vanessa Gusmeroli        |
| Lyon 1998 (detalhes)                 | Laetitia Hubert                  | Vanessa Gusmeroli                | Christelle Miro          |
| Courchevel 1999 (detalhes)           | Vanessa Gusmeroli                | Gwenaëlle Jullien                | Julie Cortial            |
| Briançon 2000 (detalhes)             | Vanessa Gusmeroli                | Laetitia Hubert                  | Christelle Miro          |
| Grenoble 2001 (detalhes)             | Vanessa Gusmeroli                | Laetitia Hubert                  | Anne-Sophie Calvez       |
| Asnières-sur-Seine 2002 (detalhes)   | Candice Didier                   | Anne-Sophie Calvez               | Christelle Miro          |
| Briançon 2003 (detalhes)             | Candice Didier                   | Anne-Sophie Calvez               | Gwendoline Didier        |
| Rennes 2004 (detalhes)               | Nadège Bobillier                 | Anne-Sophie Calvez               | Laura Dutertre           |
| Besançon 2005 (detalhes)             | Nadège Bobillier                 | Celine Lacour                    | Laura Dutertre           |
| Orléans 2006 (detalhes)              | Anne-Sophie Calvez               | Candice Didier                   | Laura Dutertre           |
| Megève 2007 (detalhes)               | Gwendoline Didier                | Chloé Dépouilly                  | Julie Cagnon             |
| Colmar 2008 (detalhes)               | Candice Didier                   | Maé-Bérénice Méité               | Sandra Sitbon            |
| Marseille 2009 (detalhes)            | Léna Marrocco                    | Maé-Bérénice Méité               | Gwendoline Didier        |
| Tours 2010 (detalhes)                | Yrétha Silété                    | Lénaëlle Gilleron-Gorry          | Maé-Bérénice Méité       |
| Dammarie-les-Lys 2011 (detalhes)     | Yrétha Silété                    | Maé-Bérénice Méité               | Anaïs Ventard            |
| Estrasburgo 2012 (detalhes)          | Anaïs Ventard                    | Maé-Bérénice Méité               | Laurine Lecavelier       |
| Vaujany 2013 (detalhes)              | Maé-Bérénice Méité               | Laurine Lecavelier               | Anaïs Ventard            |
| Megève 2014 (detalhes)               | Maé-Bérénice Méité               | Laurine Lecavelier               | Léa Serna                |
| Épinal 2015 (detalhes)               | Maé-Bérénice Méité               | Laurine Lecavelier               | Alizée Crozet            |
| Caen 2016 (detalhes)                 | Laurine Lecavelier               | Maé-Bérénice Méité               | Alizée Crozet            |
| Nantes 2017 (detalhes)               | Maé Bérénice Méité               | Laurine Lecavelier               | Léa Serna                |

### Duplas
| Evento                               | Ouro                                        | Prata                                       | Bronze                              |
| Paris 1910 (detalhes)                | ? Aysagher Charles Sabouret                 |                                             |                                     |
| Paris 1911 (detalhes)                | Anita Del Monte Louis Magnus                |                                             |                                     |
| Paris 1912 (detalhes)                | Simone Poujade Francis Pigueron             |                                             |                                     |
| Paris 1913 (detalhes)                | Simone Poujade Francis Pigueron             |                                             |                                     |
| 1914–1919                            | Não houve competição                        | Não houve competição                        | Não houve competição                |
| Paris 1920 (detalhes)                | Simone Poujade Francis Pigueron             |                                             |                                     |
| Paris 1921 (detalhes)                | Yvonne Bourgeois Francis Pigueron           |                                             |                                     |
| Paris 1922 (detalhes)                | Yvonne Bourgeois Francis Pigueron           |                                             |                                     |
| Paris 1923 (detalhes)                | Andrée Joly Pierre Brunet                   |                                             |                                     |
| Paris 1924 (detalhes)                | Andrée Joly Pierre Brunet                   |                                             |                                     |
| Paris 1925 (detalhes)                | Andrée Joly Pierre Brunet                   |                                             |                                     |
| Paris 1926 (detalhes)                | Andrée Joly Pierre Brunet                   |                                             |                                     |
| Paris 1927 (detalhes)                | Andrée Joly Pierre Brunet                   |                                             |                                     |
| Chamonix 1928 (detalhes)             | Andrée Joly Pierre Brunet                   |                                             |                                     |
| Mont Revard 1929 (detalhes)          | Andrée Joly-Brunet Pierre Brunet            |                                             |                                     |
| Font-Romeu 1930 (detalhes)           | Andrée Joly-Brunet Pierre Brunet            |                                             |                                     |
| Paris 1931 (detalhes)                | Andrée Joly-Brunet Pierre Brunet            |                                             |                                     |
| Paris 1932 (detalhes)                | Andrée Joly-Brunet Pierre Brunet            |                                             |                                     |
| Paris 1933 (detalhes)                | Elvire Barbey Louis Barbey                  |                                             |                                     |
| Paris 1934 (detalhes)                | Andrée Joly-Brunet Pierre Brunet            |                                             |                                     |
| Paris 1935 (detalhes)                | Elvire Barbey Louis Barbey                  |                                             |                                     |
| Paris 1936 (detalhes)                | Suzy Boulesteix Jean Henrion                |                                             |                                     |
| Paris 1937 (detalhes)                | Suzy Boulesteix Jean Henrion                |                                             |                                     |
| Paris 1938 (detalhes)                | Soumi Sakomoto Guy Pigier                   |                                             |                                     |
| 1939–1940                            | Não houve competição                        | Não houve competição                        | Não houve competição                |
| Paris 1941 (detalhes)                | Denise Fayolle Guy Pigier                   |                                             |                                     |
| 1942–1944                            | Não houve competição                        | Não houve competição                        | Não houve competição                |
| Paris 1945 (detalhes)                | Denise Favart Jacques Favart                |                                             |                                     |
| Paris 1946 (detalhes)                | Denise Favart Jacques Favart                | Denise Fayolle Guy Pigier                   |                                     |
| Paris 1947 (detalhes)                | Denise Favart Jacques Favart                |                                             |                                     |
| Paris 1948 (detalhes)                | Denise Favart Jacques Favart                |                                             |                                     |
| Paris 1949 (detalhes)                | Jacqueline du Bief Tony Font                |                                             |                                     |
| Paris 1950 (detalhes)                | Jacqueline du Bief Tony Font                |                                             |                                     |
| 1951                                 | Não houve disputa das duplas                | Não houve disputa das duplas                | Não houve disputa das duplas        |
| Paris 1952 (detalhes)                | Nadine Damien Jean Vives                    |                                             |                                     |
| Paris 1953 (detalhes)                | Colette Tarozzi Jean Vives                  |                                             |                                     |
| 1954                                 | Não houve disputa das duplas                | Não houve disputa das duplas                | Não houve disputa das duplas        |
| Boulogne-Billancourt 1955 (detalhes) | Michèle Allard Alain Giletti                | Colette Tarozzi Jean Vives                  |                                     |
| Boulogne-Billancourt 1956 (detalhes) | Colette Tarozzi Jean Vives                  |                                             |                                     |
| Boulogne-Billancourt 1957 (detalhes) | Anny Hirsch Jean Vives                      |                                             |                                     |
| Boulogne-Billancourt 1958 (detalhes) | Anny Hirsch Jean Vives                      | nenhum outro competidor                     | nenhum outro competidor             |
| Boulogne-Billancourt 1959 (detalhes) | Micheline Joubert Philippe Pélissier        |                                             |                                     |
| Boulogne-Billancourt 1960 (detalhes) | Micheline Joubert Philippe Pélissier        |                                             |                                     |
| Boulogne-Billancourt 1961 (detalhes) | Micheline Joubert Philippe Pélissier        |                                             |                                     |
| 1962                                 | Não houve disputa das duplas                | Não houve disputa das duplas                | Não houve disputa das duplas        |
| Boulogne-Billancourt 1963 (detalhes) | Micheline Joubert Alain Trouillet           | Noëlle Santerne Yvan Le Théry               |                                     |
| Boulogne-Billancourt 1964 (detalhes) | Noëlle Santerne Yvan Le Théry               |                                             |                                     |
| Boulogne-Billancourt 1965 (detalhes) | Noëlle Santerne Yvan Le Théry               | Anny Hirsch Jean Vives                      |                                     |
| Boulogne-Billancourt 1966 (detalhes) | Fabienne Etlensperger Jean-Roland Racle     | Noëlle Santerne Yvan Le Théry               |                                     |
| Lyon 1967 (detalhes)                 | Fabienne Etlensperger Jean-Roland Racle     | Florence Cahn Jean-Pierre Rondel            | Chantal Malderez Gerard Malderez    |
| Boulogne-Billancourt 1968 (detalhes) | Mona Szabo Pierre Szabo                     | Florence Cahn Jean-Pierre Rondel            | Chantal Malderez Gerard Malderez    |
| Boulogne-Billancourt 1969 (detalhes) | Mona Szabo Pierre Szabo                     |                                             |                                     |
| Megève 1970 (detalhes)               | Florence Cahn Jean-Roland Racle             | Pascale Kovelmann Jean-Pierre Rondel        |                                     |
| Chamonix 1971 (detalhes)             | Florence Cahn Jean-Roland Racle             | Pascale Kovelmann Jean-Pierre Rondel        |                                     |
| Estrasburgo 1972 (detalhes)          | Florence Cahn Jean-Roland Racle             | Pascale Kovelmann Jean-Pierre Rondel        |                                     |
| Boulogne-Billancourt 1973 (detalhes) | Florence Cahn Jean-Roland Racle             | Pascale Kovelmann Jean-Pierre Rondel        | Catherine Brunet Philippe Brunet    |
| Reims 1974 (detalhes)                | Pascale Kovelmann Jean-Roland Racle         | Véronique Levan Philippe Ramon              |                                     |
| Asnières 1975 (detalhes)             | Caroline Verchère Jean-Pierre Rondel        | Sabine Fuchs Xavier Videau                  | Catherine Brunet Philippe Brunet    |
| Amiens 1976 (detalhes)               | Sabine Fuchs Xavier Videau                  | Catherine Brunet Philippe Brunet            | Veronique Levan Philippe Ramon      |
| Belfort 1977 (detalhes)              | Sabine Fuchs Xavier Videau                  | Catherine Brunet Philippe Brunet            |                                     |
| Tours 1978 (detalhes)                | Sabine Fuchs Xavier Videau                  | Catherine Brunet Philippe Brunet            |                                     |
| Reims 1979 (detalhes)                | Hélène Glabek Xavier Videau                 | Katia Dubec Xavier Douillard                | Catherine Brunet Philippe Brunet    |
| Anglet 1980 (detalhes)               | Nathalie Tortel Xavier Videau               | Nathalie Borini Gilles Chauvet              | Catherine Brunet Philippe Brunet    |
| Asnières 1981 (detalhes)             | Nathalie Tortel Xavier Videau               | Cathy Gallière Lionel Delieutraz            |                                     |
| Bordeaux 1982 (detalhes)             | Nathalie Tortel Xavier Douillard            | Cathy Gallière Lionel Delieutraz            |                                     |
| Megève 1983 (detalhes)               | Sylvie Vaquero Didier Manaud                | Christine Plisson Gilles Chauvet            | nenhum outro competidor             |
| Belfort 1984 (detalhes)              | Sylvie Vaquero Didier Manaud                | Astrid Cordeau Guy Renault                  | nenhum outro competidor             |
| Franconville 1985 (detalhes)         | Sylvie Vaquero Didier Manaud                | Christine Plisson Gilles Chauvet            | Celine Cloix Nicolas Desquenne      |
| Épinal 1986 (detalhes)               | Charline Mauger Benoît Vandenberghe         | Sylvie Vaquero Didier Manaud                | Christine Plisson Gilles Chauvet    |
| Grenoble 1987 (detalhes)             | Valérie Binsse Jean-Christophe Mbonyinshuti | nenhum outro competidor                     | nenhum outro competidor             |
| Caen 1988 (detalhes)                 | Surya Bonaly Benoît Vandenberghe            | Valérie Binsse Jean-Christophe Mbonyinshuti | nenhum outro competidor             |
| 1989–1990                            | Não houve disputa das duplas                | Não houve disputa das duplas                | Não houve disputa das duplas        |
| Colombes 1991 (detalhes)             | Line Haddad Sylvain Privé                   | nenhum outro competidor                     | nenhum outro competidor             |
| Grenoble 1992 (detalhes)             | Marie-Pierre Leray Frédéric Lipka           | Sarah Abitbol Stéphane Bernadis             | Line Haddad Sylvain Privé           |
| Grenoble 1993 (detalhes)             | Sarah Abitbol Stéphane Bernadis             | Line Haddad Sylvain Privé                   | Sophie Guestault François Guestault |
| Bordeaux 1994 (detalhes)             | Sarah Abitbol Stéphane Bernadis             | Line Haddad Sylvain Privé                   | Emilie Gras Frédéric Lipka          |
| Albertville 1995 (detalhes)          | Sarah Abitbol Stéphane Bernadis             | Line Haddad Sylvain Privé                   | Sophie Guestault François Guestault |
| Amiens 1996 (detalhes)               | Sarah Abitbol Stéphane Bernadis             | Sophie Guestault François Guestault         | Alexandra Roger Vivien Roland       |
| Briançon 1997 (detalhes)             | Sarah Abitbol Stéphane Bernadis             | Line Haddad Sylvain Privé                   | Alexandra Roger Vivien Roland       |
| Lyon 1998 (detalhes)                 | Sarah Abitbol Stéphane Bernadis             | nenhum outro competidor                     | nenhum outro competidor             |
| Courchevel 1999 (detalhes)           | Sarah Abitbol Stéphane Bernadis             | Catherine Huc Vivien Rolland                | nenhum outro competidor             |
| Briançon 2000 (detalhes)             | Sarah Abitbol Stéphane Bernadis             | Sabrina Lefrançois Jérôme Blanchard         | Marie-Pierre Leray Nicolas Osseland |
| Grenoble 2001 (detalhes)             | Sarah Abitbol Stéphane Bernadis             | Marie-Pierre Leray Nicolas Osseland         | Lucie Stadelman Yannick Bonheur     |
| Asnières-sur-Seine 2002 (detalhes)   | Sarah Abitbol Stéphane Bernadis             | Sabrina Lefrançois Jérôme Blanchard         | Marylin Pla Yannick Bonheur         |
| Briançon 2003 (detalhes)             | Sabrina Lefrançois Jérôme Blanchard         | Marylin Pla Yannick Bonheur                 | no bronze medalist                  |
| Rennes 2004 (detalhes)               | Marylin Pla Yannick Bonheur                 | Coralie Zielinski Jean Louis Lacaille       | nenhum outro competidor             |
| Besançon 2005 (detalhes)             | Marylin Pla Yannick Bonheur                 | Rinata Araslanova Jérôme Blanchard          | Mélodie Chataigner Medhi Bouzzine   |
| Orléans 2006 (detalhes)              | Marylin Pla Yannick Bonheur                 | Adeline Canac Maximin Coia                  | Mélodie Chataigner Medhi Bouzzine   |
| Megève 2007 (detalhes)               | Adeline Canac Maximin Coia                  | Mélodie Chataigner Medhi Bouzzine           | Camille Foucher Bruno Massot        |
| Colmar 2008 (detalhes)               | Adeline Canac Maximin Coia                  | Mélodie Chataigner Medhi Bouzzine           | Camille Foucher Bruno Massot        |
| Marseille 2009 (detalhes)            | Vanessa James Yannick Bonheur               | Adeline Canac Maximin Coia                  | Mélodie Chataigner Medhi Bouzzine   |
| Tours 2010 (detalhes)                | Adeline Canac Yannick Bonheur               | Mélodie Chataigner Medhi Bouzzine           | Anne-Laure Letscher Bruno Massot    |
| Dammarie-les-Lys 2011 (detalhes)     | Daria Popova Bruno Massot                   | Vanessa James Morgan Ciprès                 | Anne-Laure Letscher Artem Patlasov  |
| Estrasburgo 2012 (detalhes)          | Vanessa James Morgan Ciprès                 | Daria Popova Bruno Massot                   | nenhum outro competidor             |
| Vaujany 2013 (detalhes)              | Vanessa James Morgan Ciprès                 | nenhum outro competidor                     | nenhum outro competidor             |
| Megève 2014 (detalhes)               | Vanessa James Morgan Ciprès                 | Daria Popova Andrei Novoselov               | nenhum outro competidor             |
| Épinal 2015 (detalhes)               | Vanessa James Morgan Ciprès                 | Camille Mendoza Pavel Kovalev               | nenhum outro competidor             |
| Caen 2016 (detalhes)                 | Vanessa James Morgan Ciprès                 | Lola Esbrat Andrei Novoselov                | Camille Mendoza Pavel Kovalev       |
| Nantes 2017 (detalhes)               | Lola Esbrat Andrei Novoselov                | Cleo Hamon Denys Strekalin                  | Coline Keriven Noël Antoine Pierre  |

### Dança no gelo
| Evento                               | Ouro                                     | Prata                                      | Bronze                                    |
| Paris 1947 (detalhes)                | Jacqueline Meudec Henri Meudec           | Genevieve Chamby Jacques Potin             | Micheline Mercier Jean Streicher          |
| 1948–1951                            | Não houve disputa da dança no gelo       | Não houve disputa da dança no gelo         | Não houve disputa da dança no gelo        |
| Paris 1952 (detalhes)                | Claude-Gisele Weinstein Claude Lambert   | Christiane Duvois Jean Paul Guhel          | Fanny Besson Andre Dauger                 |
| Paris 1953 (detalhes)                | Fanny Besson Jean Paul Guhel             | Claude-Gisele Weinstein Claude Lambert     |                                           |
| Lyon 1954 (detalhes)                 | Fanny Besson Jean Paul Guhel             | Claude-Gisele Weinstein Claude Lambert     |                                           |
| Paris 1955 (detalhes)                | Fanny Besson Jean Paul Guhel             | Christiane Elien Claude Lambert            | Claude Lizieux Jacques Mer                |
| Boulogne-Billancourt 1956 (detalhes) | Fanny Besson Jean Paul Guhel             | Christiane Elien Claude Lambert            | Annick de Trentinian Jacques Mer          |
| Boulogne-Billancourt 1957 (detalhes) | Christiane Guhel Jean Paul Guhel         | Annick de Trentinian Philippe Aumond       | Bernadette Montlahuc Dominique Duchesne   |
| Boulogne-Billancourt 1958 (detalhes) | Christiane Guhel Jean Paul Guhel         | Annick de Trentinian Philippe Aumond       | Armelle Flichy Pierre Brun                |
| Boulogne-Billancourt 1959 (detalhes) | Christiane Guhel Jean Paul Guhel         | Armelle Flichy Pierre Brun                 | Annick de Trentinian Jacques Mer          |
| Boulogne-Billancourt 1960 (detalhes) | Christiane Guhel Jean Paul Guhel         | Armelle Flichy Pierre Brun                 | Michele Raisin Jean-Claude Berthy         |
| Boulogne-Billancourt 1961 (detalhes) | Christiane Guhel Jean Paul Guhel         | Armelle Flichy Pierre Brun                 | Ghislaine Houdas Francis Gamichon         |
| Boulogne-Billancourt 1962 (detalhes) | Armelle Flichy Pierre Brun               | Ghislaine Bertrand-Houdas Francis Gamichon | Brigette Martin Daniel Georget            |
| Boulogne-Billancourt 1963 (detalhes) | Ghislaine Bertrand-Houdas Pierre Brun    | Brigitte Martin Francis Gamichon           |                                           |
| Boulogne-Billancourt 1964 (detalhes) | Brigitte Martin Francis Gamichon         | Elyane Morand Daniel Georget               |                                           |
| Boulogne-Billancourt 1965 (detalhes) | Brigitte Martin Francis Gamichon         |                                            |                                           |
| Boulogne-Billancourt 1966 (detalhes) | Brigitte Martin Francis Gamichon         | Pascale Aynes Pascal Germe                 | Elisabeth Bugiel Michel Bouttier          |
| Lyon 1967 (detalhes)                 | Claude Couste Jean-Pierre Noullet        | Mireille Klausner Jean-Louis Schilz        | Pascale Aynes Pascal Germe                |
| Boulogne-Billancourt 1968 (detalhes) | Eliane Vachon-France Jean-Pierre Noullet | Anne-Claude Wolfers Roland Mars            | Elisabeth Bugiel Michel Bouttier          |
| Lyon 1969 (detalhes)                 | Elisabeth Bugiel Michel Bouttier         | Anne-Claude Wolfers Roland Mars            | Brigitte Ydrault Pascal Germe             |
| Boulogne-Billancourt 1970 (detalhes) | Anne-Claude Wolfers Roland Mars          | Elisabeth Bugiel Michel Bouttier           | Brigitte Ydrault Pascal Germe             |
| Reims 1971 (detalhes)                | Anne-Claude Wolfers Roland Mars          | Martine Coqblin Pascal Germe               | Muriel Boucher Yves Malatier              |
| Asnières 1972 (detalhes)             | Anne-Claude Wolfers Roland Mars          | Claude Couste Eric Couste                  | Muriel Boucher Yves Malatier              |
| Viry-Châtillon 1973 (detalhes)       | Muriel Boucher Yves Malatier             | Frederique Ramlot Dominique Laurent        | Marie-Joelle Michel Frederic Garcin       |
| Toulon 1974 (detalhes)               | Marie-Joelle Michel Frederic Garcin      | Muriel Boucher Yves Malatier               | Frederique Ramlot Dominique Laurent       |
| Rouen 1975 (detalhes)                | Marie-Joelle Michel Frederic Garcin      | Muriel Boucher Yves Malatier               | Martine Olivier Yves Tarayre              |
| Tours 1976 (detalhes)                | Muriel Boucher Yves Malatier             | Martine Olivier Yves Tarayre               | Catherine Nicod Roland Teyssot            |
| Belfort 1977 (detalhes)              | Muriel Boucher Yves Malatier             | Martine Olivier Yves Tarayre               | Catherine Le Bail Pierre Béchu            |
| Belfort 1978 (detalhes)              | Martine Olivier Yves Tarayre             | Nathalie Hervé Pierre Béchu                | Isabelle Couquart Philippe Boissier       |
| Dijon 1979 (detalhes)                | Nathalie Hervé Pierre Béchu              | Geraldine Inghelaere Yves Tarayre          | Martine Olivier Philippe Boissier         |
| Toulon 1980 (detalhes)               | Nathalie Hervé Pierre Béchu              | Martine Olivier Philippe Boissier          | Pascale Wlachet Eric Le Mercier           |
| Arcachon 1981 (detalhes)             | Nathalie Hervé Pierre Béchu              | Martine Olivier Philippe Boissier          | Sophie Schmidt Eric Desplats              |
| Épinal 1982 (detalhes)               | Nathalie Hervé Pierre Béchu              | Martine Olivier Philippe Boissier          | Guillemette Ferial Eric Chamoin           |
| Toulouse 1983 (detalhes)             | Nathalie Hervé Pierre Béchu              | Sophie Mérigot Philippe Berthe             | Martine Olivier Philippe Boissier         |
| Angers 1984 (detalhes)               | Sophie Mérigot Philippe Berthe           | Martine Olivier Philippe Boissier          | Isabelle Cousin Martial Mette             |
| Lyon 1985 (detalhes)                 | Isabelle Duchesnay Paul Duchesnay        | Isabelle Cousin Martial Mette              | Agnes Mommeja Eric Mommeja                |
| Dijon 1986 (detalhes)                | Isabelle Duchesnay Paul Duchesnay        | Corinne Paliard Didier Courtois            | Dominique Yvon Frédéric Palluel           |
| Lyon 1987 (detalhes)                 | Corinne Paliard Didier Courtois          | Dominique Yvon Frédéric Palluel            | Sophie Moniotte Pascal Lavanchy           |
| Limoges 1988 (detalhes)              | Dominique Yvon Frédéric Palluel          | Sophie Moniotte Pascal Lavanchy            | Christelle Gautier Alberick Dallongeville |
| Bordeaux 1989 (detalhes)             | Isabelle Duchesnay Paul Duchesnay        | Dominique Yvon Frédéric Palluel            | Isabelle Sarech Xavier Debernis           |
| Dijon 1990 (detalhes)                | Isabelle Duchesnay Paul Duchesnay        | Sophie Moniotte Pascal Lavanchy            | Isabelle Sarech Xavier Debernis           |
| Bordeaux 1991 (detalhes)             | Dominique Yvon Frédéric Palluel          | Sophie Moniotte Pascal Lavanchy            | Marina Morel Gwendal Peizerat             |
| La Roche-sur-Yon 1992 (detalhes)     | Sophie Moniotte Pascal Lavanchy          | Marina Morel Gwendal Peizerat              | Irina Le Bed Alexandre Piton              |
| Athis-Mons 1993 (detalhes)           | Sophie Moniotte Pascal Lavanchy          | Marina Anissina Gwendal Peizerat           | Berangere Nau Luc Moneger                 |
| Besançon 1994 (detalhes)             | Sophie Moniotte Pascal Lavanchy          | Marina Anissina Gwendal Peizerat           | Barbara Piton Alexandre Piton             |
| Lyon 1995 (detalhes)                 | Marina Anissina Gwendal Peizerat         | Barbara Piton Alexandre Piton              | Agnes Jacquemard Alexis Gayet             |
| Bordeaux 1996 (detalhes)             | Marina Anissina Gwendal Peizerat         | Sophie Moniotte Pascal Lavanchy            | Barbara Piton Alexandre Piton             |
| Briançon 1997 (detalhes)             | Marina Anissina Gwendal Peizerat         | Sophie Moniotte Pascal Lavanchy            | Dominique Deniaud Martial Jaffredo        |
| Lyon 1998 (detalhes)                 | Marina Anissina Gwendal Peizerat         | Dominique Deniaud Martial Jaffredo         | Isabelle Delobel Olivier Schoenfelder     |
| Courchevel 1999 (detalhes)           | Marina Anissina Gwendal Peizerat         | Isabelle Delobel Olivier Schoenfelder      | Alia Ouabdelsselam Benjamin Delmas        |
| Briançon 2000 (detalhes)             | Marina Anissina Gwendal Peizerat         | Isabelle Delobel Olivier Schoenfelder      | Alia Ouabdelsselam Benjamin Delmas        |
| Grenoble 2001 (detalhes)             | Alia Ouabdelsselam Benjamin Delmas       | Roxane Petetin Matthieu Jost               | Caroline Truong Sylvain Longchambon       |
| Asnières-sur-Seine 2002 (detalhes)   | Isabelle Delobel Olivier Schoenfelder    | Roxane Petetin Matthieu Jost               | Nathalie Péchalat Fabian Bourzat          |
| Briançon 2003 (detalhes)             | Isabelle Delobel Olivier Schoenfelder    | Roxane Petetin Matthieu Jost               | Nathalie Péchalat Fabian Bourzat          |
| Rennes 2004 (detalhes)               | Isabelle Delobel Olivier Schoenfelder    | Nathalie Péchalat Fabian Bourzat           | Eve Bentley Cedric Pernet                 |
| Besançon 2005 (detalhes)             | Isabelle Delobel Olivier Schoenfelder    | Nathalie Péchalat Fabian Bourzat           | Pernelle Carron Matthieu Jost             |
| Orléans 2006 (detalhes)              | Isabelle Delobel Olivier Schoenfelder    | Nathalie Péchalat Fabian Bourzat           | Pernelle Carron Matthieu Jost             |
| Megève 2007 (detalhes)               | Isabelle Delobel Olivier Schoenfelder    | Pernelle Carron Matthieu Jost              | Zoé Blanc Pierre-Loup Bouquet             |
| Colmar 2008 (detalhes)               | Nathalie Péchalat Fabian Bourzat         | Pernelle Carron Matthieu Jost              | Terra Findlay Benoît Richaud              |
| Marseille 2009 (detalhes)            | Pernelle Carron Lloyd Jones              | Zoé Blanc Pierre-Loup Bouquet              | Olga Orlova Matthieu Jost                 |
| Tours 2010 (detalhes)                | Nathalie Péchalat Fabian Bourzat         | Pernelle Carron Lloyd Jones                | Zoé Blanc Pierre-Loup Bouquet             |
| Dammarie-les-Lys 2011 (detalhes)     | Nathalie Péchalat Fabian Bourzat         | Pernelle Carron Lloyd Jones                | Tiffany Zahorski Alexis Miart             |
| Estrasburgo 2012 (detalhes)          | Nathalie Péchalat Fabian Bourzat         | Pernelle Carron Lloyd Jones                | Sarah Robert-Sifaoui Oleksandr Liubchenko |
| Vaujany 2013 (detalhes)              | Nathalie Péchalat Fabian Bourzat         | Gabriella Papadakis Guillaume Cizeron      | Anastasia Voronkova Jérémie Flemin        |
| Megève 2014 (detalhes)               | Gabriella Papadakis Guillaume Cizeron    | Marie-Jade Lauriault Romain Le Gac         | Péroline Ojardias Michael Bramante        |
| Épinal 2015 (detalhes)               | Gabriella Papadakis Guillaume Cizeron    | Lorenza Alessandrini Pierre Souquet        | Péroline Ojardias Michael Bramante        |
| Caen 2016 (detalhes)                 | Gabriella Papadakis Guillaume Cizeron    | Marie-Jade Lauriault Romain Le Gac         | Lorenza Alessandrini Pierre Souquet       |
| Nantes 2017 (detalhes)               | Gabriella Papadakis Guillaume Cizeron    | Marie Jade Lauriault Romain Le Gac         | Angelique Abachkina Louis Thauron         |